# Buicourt
Buicourt è un comune francese di 144 abitanti situato nel dipartimento dell'Oise della regione dell'Alta Francia.

## Società

### Evoluzione demografica
Abitanti censiti

## Monumenti
Bella chiesa con affreschi del Cinquecento ed obituario.